# La Rue de la honte
Pour plus de détails, voir Fiche technique et Distribution.
La Rue de la honte (赤線地帯, Akasen chitai, littéralement « Quartier de la lumière rouge ») est un film japonais sorti en 1956, dernier film réalisé par Kenji Mizoguchi.

## Synopsis
La vie quotidienne de prostituées travaillant dans une maison de passes de Tokyo à un moment où le gouvernement délibère sur l'adoption ou non d'une loi visant à interdire la prostitution au Japon.

## Fiche technique
- Titre : La Rue de la honte
- Titre original : 赤線地帯 (Akasen chitai?)
- Titre anglais : Street of Shame
- Réalisation : Kenji Mizoguchi
- Scénario : Masashige Narusawa, d'après Yakō no onna (夜光の女?, litt. « Femmes dans la lumière de la nuit », 1955), roman de l'écrivaine Yoshiko Shibaki
- Production : Masaichi Nagata
- Musique : Toshirō Mayuzumi
- Photographie : Kazuo Miyagawa
- Montage : Kanji Sugawara
- Décors : Hiroshi Mizutani
- Société de production : Daiei
- Pays de production :  Japon
- Langue originale : japonais
- Format : noir et blanc - 1,37:1 - son mono - 35 mm
- Genre : drame
- Durée : 86 minutes[1] (métrage : dix bobines - 2 345 m[1])
- Dates de sortie : 
  - Japon : 18 mars 1956[1]
  - France : 23 octobre 1957[2]

## Distribution
- Machiko Kyō : Mickey
- Aiko Mimasu : Yumeko
- Ayako Wakao : Yasumi
- Michiyo Kogure : Hanae
- Kumeko Urabe : Otane
- Yasuko Kawakami : Shizuko
- Hiroko Machida : Yorie
- Eitarō Shindō : Kurazô Taya
- Sadako Sawamura : Tatsuko Taya
- Toranosuke Ogawa : le père de Mickey
- Bontarō Miyake : le gardien de nuit
- Daisuke Katō : un officier de police

## Distinctions

### Récompense
- 1957 : Prix Mainichi de la meilleure actrice dans un second rôle pour Sadako Sawamura (conjointement pour Le Soleil et la rose, Le Cœur d'une épouse et Gendai no yokubō)[3]

### Sélection
- 1956 : en compétition à la Mostra de Venise[4]